# Rodnikovski (Novokubansk, Krasnodar)
Rodnikovski (del ruso: Родниковский) es un jútor del raión de Novokubansk en el krai de Krasnodar de Rusia. Está situado en la orilla izquierda del río Urup, afluente del Kubán, 47 km al sureste de Novokubansk y 182 km al este de Krasnodar. Tenía 1 138 habitantes en 2010.
Pertenece al municipio Sovétskoye.